# Andrea Pereira
Andrea Pereira Cejudo (Barcelona, 1993. szeptember 19. –) spanyol női válogatott labdarúgó, a Club América hátvédje.

## Pályafutása

### Klubcsapatokban
Pereira szülővárosa csapatában, a barcelonai Espanyolban kezdett el futballozni; a klubbal egy-egy spanyol és katalán kupát nyert. 2016 és 2018 között az Atlético de Madrid játékosaként kétszer nyert spanyol bajnokságot. 2018-ban az FC Barcelona csapatához szerződött; a klubbal háromszor spanyol bajnokságot, kettő-kettő spanyol kupát és szuperkupát, valamint 2021-ben UEFA Női Bajnokok Ligáját nyert. 2022-ben a mexikói Club América csapatához szerződött.

### A válogatottban
2016 és 2022 között negyvenkét alkalommal szerepelt a spanyol válogatottban; két Európa-bajnokságon (2017, 2022) és egy világbajnokságon (2019) vett részt Spanyolország színeiben.

## Sikerei

### Klubcsapatokban
Spanyol bajnok (5):
- Atlético de Madrid (2): 2016–2017, 2017–2018
- Barcelona (3): 2019–2020, 2020–2021, 2021–2022

 Spanyol kupagyőztes (3):
- Espanyol (1): 2012
- Barcelona (2): 2020, 2021

 Spanyol szuperkupa-győztes (2):
- Barcelona (2): 2020, 2022

 Copa Catalunya győztes (1):
- Espanyol (1): 2013

Bajnokok Ligája győztes (1):
- Barcelona (1): 2020–2021

### A válogatottban
Spanyolország
- Algarve-kupa győztes: 2017